# Pseudodrepanocanthus spinitarsis
Pseudodrepanocanthus spinitarsis är en skalbaggsart som beskrevs av Louis Albert Péringuey 1901. Pseudodrepanocanthus spinitarsis ingår i släktet Pseudodrepanocanthus och familjen Aphodiidae. Inga underarter finns listade i Catalogue of Life.